# Rally Dakar 1980

Mappa della Parigi-Dakar 1980

Il Rally Dakar 1980 è stata la 2ª edizione del Rally Dakar (partenza da Parigi, arrivo a Dakar).

## Tappe
Nelle 23 giornate del rally raid furono disputate 8 tappe ed una serie di trasferimenti, con 11 prove speciali per un totale di 4.059 km

## Classifiche
Dopo che nella prima edizione era stata stilata un'unica classifica per moto, auto e camion, da questa edizione furono stilate tre diverse classifiche.

### Moto
Hanno finito la gara 25 delle 90 moto iscritte.
| Pos. | Pilota                         | Mezzo         | N° |
| ---- | ------------------------------ | ------------- | -- |
| 1    | Cyril Neveu                    | YAMAHA XT 500 | 50 |
| 2    | Michel Merel                   | YAMAHA XT 500 | 58 |
| 3    | Jean-Noel Pineau               | YAMAHA XT 500 | 60 |
| 4    | Jean-Pierre Lloret             | YAMAHA XT 500 | 80 |
| 5    | Jean-Claude Morellet "Fenouil" | BMW 800       | 86 |
| 6    | Philippe Vassard               | KTM 240       | 43 |
| 7    | Alain Padou                    | HONDA 500 XR  | 38 |
| 8    | Ludovic Loue                   | YAMAHA XT 500 | 48 |
| 9    | Guy Albaret                    | YAMAHA XT 500 | 74 |
| 10   | Marc Joineau                   | SUZUKI SP 370 | 22 |

### Auto

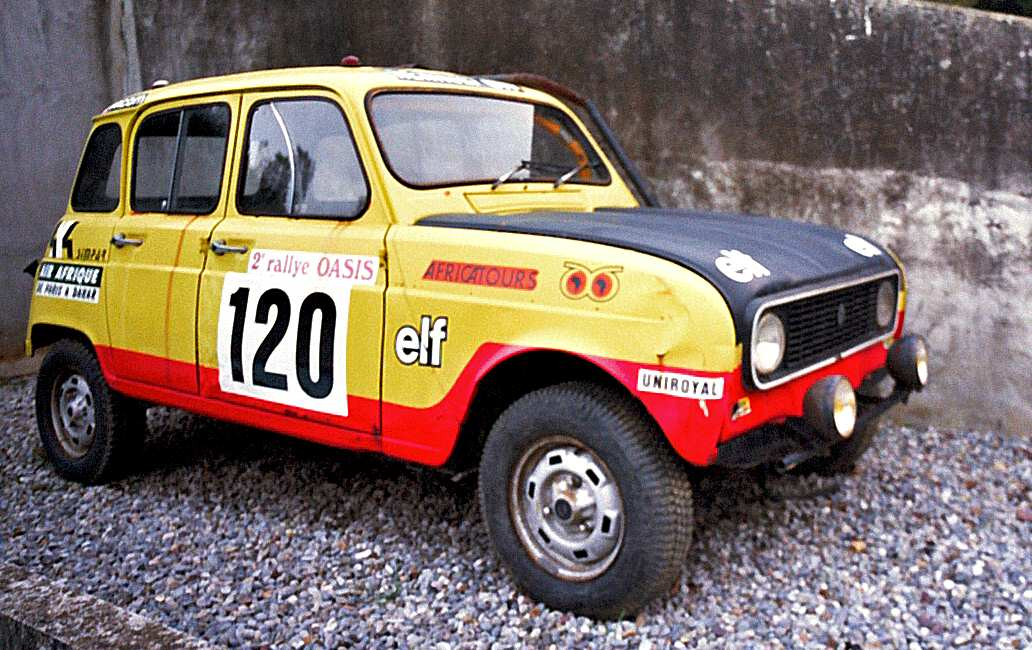
La Renault 4 n.120 dei fratelli Marreau

Hanno finito la gara 81 delle 116 auto iscritte.
| Pos. | Equipaggio                             | Mezzo            | N°  |
| ---- | -------------------------------------- | ---------------- | --- |
| 1    | Freddy Kottulinsky, Löffelmann         | VOLKSWAGEN ILTIS | 137 |
| 2    | Patrick Zaniroli, Colesse              | VOLKSWAGEN ILTIS | 136 |
| 3    | Claude Marreau - Bernard Marreau       | RENAULT 4 SINPAR | 120 |
| 4    | Jean Ragnotti, Vaills                  | VOLKSWAGEN ILTIS | 138 |
| 5    | Christophe Neveu, Bourgoin             | RANGE ROVER V8   | 180 |
| 6    | Claude Bourgoignie, Tasiaux, Gierst    | RANGE ROVER V8   | 176 |
| 7    | Christine Beckers, Gérin, Stinglhamber | RANGE ROVER V8   | 177 |
| 8    | Jacques Delefortrie, Delefortrie, Prat | TOYOTA BJ 43     | 157 |
| 9    | Roland Gumpert, Alois                  | VOLKSWAGEN ILTIS | 139 |
| 10   | Claude Guermonprez, Ravez              | RANGE ROVER V8   | 188 |

### Camion
Hanno finito la gara 7 dei 10 camion iscritti.
| Pos. | Equipaggio                      | Mezzo            | N°  |
| ---- | ------------------------------- | ---------------- | --- |
| 1    | Miloud Ataouat, Boukrif, Kaloua | SONACOME         | 228 |
| 2    | Bernard Heu, Delobel, Versino   | MAN 20280        | 223 |
| 3    | Bouzid, Daid, Mekhelef          | SONACOME         | 229 |
| 4    | Affane, Zergoun, Haddou         | SONACOME         | 227 |
| 5    | Marie, Boulay                   | RENAULT SM8      | 225 |
| 6    | Frumholtz, Doz                  | RENAULT SM8      | 226 |
| 7    | René Metge, De Saulieu, Landais | LEYLAND MARATHON | 230 |